# مكافحة التمرد في شمال أفغانستان
فيما يلي الأحداث التي وقعت في شمال أفغانستان بين أبريل 2009 و2014. في حين أن هذا الجزء من البلاد كان هادئًا نسبيًا لفترة طويلة مقارنةً بمناطق الحرب الشاملة في الجنوب والشرق، أندلعت التوترات مرة أخرى في عام 2008 عندما تعرض الجنود الألمان المنتشرون في المنطقة لهجمات أكثر، مما أدى إلى مقتل من عدة جنود. وقد أعاقت التحذيرات الوطنية التي كانت تعوقها سابقًا، الوضع الأمني الرديء القيادة الإقليمية الشمالية بقيادة ألمانيا بقيادة سلسلة من العمليات لمواجهة التمرد المتصاعد. بدأت العمليات المنسقة بعد هجوم للمتمردين على فريق إعادة الإعمار كوندوز في غضون دقائق من مغادرة المستشارة الألمانية أنجيلا ميركل من زيارة له. في غضون عامين، سيتم مضاعفة الوجود الألماني واستدعاء تعزيزات إضافية من فرقة إيساف الأمريكية، بما في ذلك المركبات المدرعة الألمانية الثقيلة الأمريكية، مما يسمح باتباع نهج أكثر عدوانية تجاه المتمردين.

## الحالة الأولية
عندما تولت القوات الألمانية السيطرة الاسمية على شمال أفغانستان في عام 2003، تم احتساب المنطقة من بين المناطق الأكثر أمانًا في جميع أنحاء البلاد، حيث حصلت أماكن مثل قندوز على لقب "Bad Kundus" (تقريبًا: منتجع وسبا Kunduz) بين القوات الألمانية بسبب الغياب الملحوظ لتهديدات أكبر للسلم والأمن.